# Naufragi

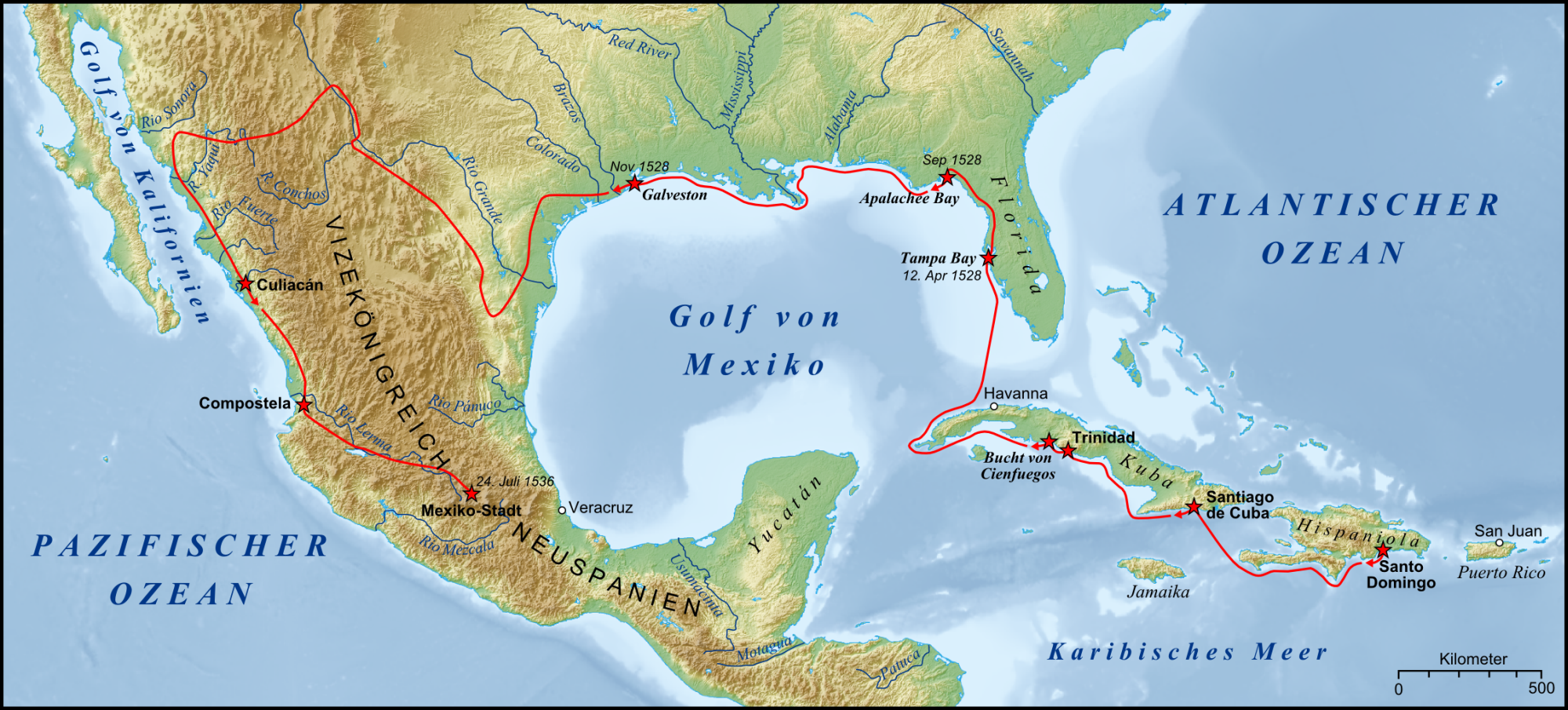
Percorso della spedizione Narváez guidata da Pánfilo de Narváez a cui aveva partecipato Cabeza de Vaca.

Naufragi (titolo originale in spagnolo Naufragios y relación de la jornada que hizo a la Florida) è la relazione della sfortunata spedizione di Pánfilo de Narváez in Florida del 1527, di cui l'autore Álvar Núñez Cabeza de Vaca era membro della spedizione. Il destinatario della relazione era il Re di Spagna Carlo V d'Asburgo.
Venne pubblicata una prima volta nel 1542 e poi nel 1555 con in aggiunta il racconto della spedizione effettuata dall'autore in Paraguay nel 1542.
L'opera è la trattazione in uno stile asciutto, ma non di meno efficace, di dieci anni di avventure e sofferenze d'ogni genere (compresi i nove anni di prigionia presso i Nativi americani), è uno dei testi più rappresentativi del folle valore dei conquistadores spagnoli dell'America.

## Edizioni italiane
- Naufragi, traduzione di e cura di Luisa Pranzetti, Introduzione di Cesare Acutis, Collana Gli struzzi n.361, Torino, Einaudi, 1989  [La Rosa, 1980], ISBN 978-88-06-11555-5.
- Naufragi, traduzione di Giovan Battista Ramusio, a cura di Daniele Lucchini, Mantova, Finisterrae, 2008,  p. 152.